# Fluspirileen
Fluspirileen is een in 1963 ontdekt antipsychoticum en sinds 1970 op de markt (Janssen Pharmaceutica) onder de merknaam Imap, intramusculair antipsychoticum. Het werkt zowel therapeutisch als preventief op hallucinaties en waanideeën. Het is een depotgeneesmiddel: dat wil zeggen dat het na één injectie langdurig effectief is (weken). Daarom wordt het vooral toegepast bij mensen die chronisch last hebben van hallucinaties of waanideeën en voor wie het moeilijk is regelmatig medicijnen in te nemen.  
Fluspirileen werkt vooral op de dopaminereceptoren: het heeft daardoor relatief weinig bijwerkingen als slaperigheid, obstipatie en dergelijke, maar wel betrekkelijk veel bijwerkingen van de motoriek, zoals Parkinsonklachten, dystonie en dergelijke. Het verschilt daarin van de atypische antipsychotica die deze bijwerkingen minder hebben, maar weer andere ervoor in de plaats. Het wordt gerekend tot de klassieke antipsychotica. 

## Bijwerkingen en risico's
- Verminderd initiatief en emotionele ongevoeligheid komen dikwijls voor en zijn onderdeel van de werking
- Bij mensen die er gevoelig voor zijn, zoals parkinsonpatiënten, heeft het veel ongewenste effecten op de motoriek: Parkinson-achtige verschijnselen en vermoeidheid, dystonie, tardieve dyskinesie en dergelijke zijn afhankelijk van de dosis en de individuele aanleg.
- Allerlei vormen van ontregeling van het autonome zenuwstelsel zoals impotentie, obstipatie of melkuitvloed komen minder vaak voor.
- Zeldzaam, maar gevaarlijk is de ontregeling van de lichaamstemperatuur, waarbij zeer hoge koorts kan ontstaan.
- Men dient voorzichtig te zijn bij mensen die een verhoogd risico hebben op hart- of herseninfarct; het risicoprofiel wordt door antipsychotica ongunstig beïnvloed.